# Werkstoffgruppen metallischer Werkstoffe
Bei Werkstoffgruppen metallischer Werkstoffe wird versucht, die schweißgeeigneten Werkstoffe in Gruppen mit vergleichbaren kennzeichnenden Eigenschaften einzuteilen.
Zitat aus der ISO/TR 15608:2013-8, nationales Vorwort:
„Um auch besondere Eigenschaften wie Verhalten bei Wärmebehandlung und Umformung zu erfassen, sind die Gruppen fein unterteilt. Es ist jedoch ausdrücklich beabsichtigt, für Nachweise an Werkstoffen mit vergleichbarem Eigenschaftsprofil Werkstoffgruppen zusammenzufassen, z. B. für Schweißerprüfungen und Schweißverfahrensprüfungen.“
Anwendungsnormen für Druckbehälter, Rohrleitungen, Gasversorgung, Dampfkessel, Hochbau und Fahrzeugbau nutzen diese Gruppeneinteilung der metallischen Werkstoffe.

## Stähle, Gruppen 1, 2, 3, 4, 5, 6, 7, 8, 9, 10 und 11
| Gruppen- nummer | Unter- gruppe | spezielle Eigenschaften, Anforderungen |
| 1               |               | Stähle mit einer festgelegten Mindeststreckgrenze ReH ≤ 460 N/mm² C≤0,25%, Si0,6%, Mn≤1,8%, Mo≤0,7%, S≤0,045%, P≤0,045%, Cu≤0,4%, Ni≤0,5%, Cr≤0,3%, Nb0,06%, V≤0,1%, Ti≤0,05% |
| 1               | 1.1           | Stähle mit einer festgelegten Mindeststreckgrenze ReH ≤ 275 N/mm² |
| 1               | 1.2           | Stähle mit einer festgelegten Mindeststreckgrenze 275 N/mm² < ReH ≤ 360 N/mm²                                                                                                 |
| 1               | 1.3           | Normalisierte Feinkornbaustähle mit einer festgelegten Mindeststreckgrenze ReH > 360 N/mm²                                                                                    |
| 1               | 1.4           | Stähle mit einem erhöhten Widerstand gegen atmosphärische Korrosion, deren Zusammensetzung die Anforderung für die einzelnen Elemente der Gruppe 1 überschreiten darf         |
| 2               |               | Thermomechanisch gewalzte Feinkornbaustähle und Stahlguss mit einer festgelegten Mindeststreckgrenze ReH > 360 N/mm²                                                          |
| 2               | 2.1           | Thermomechanisch gewalzte Feinkornbaustähle und Stahlguss mit einer festgelegten Mindeststreckgrenze 360 N/mm²< ReH ≤ 460 N/mm²                                               |
| 2               | 2.2           | Thermomechanisch gewalzte Feinkornbaustähle und Stahlguss mit einer festgelegten Mindeststreckgrenze ReH > 460 N/mm²                                                          |
| 3               |               | Vergütete und ausscheidungshärtende Feinkornbaustähle, jedoch keine nichtrostenden Stähle, mit einer festgelegten Mindeststreckgrenze ReH > 360 N/mm²                         |
| 3               | 3.1           | Vergütete Feinkornbaustähle mit einer festgelegten Mindeststreckgrenze 360 N/mm² < ReH ≤ 690 N/mm²                                                                            |
| 3               | 3.2           | Vergütete Feinkornbaustähle mit einer festgelegten Mindeststreckgrenze ReH > 690 N/mm²                                                                                        |
| 3               | 3.3           | Ausscheidungshärtende Feinkornbaustähle, jedoch keine nichtrostenden Stähle                                                                                                   |
| 4               |               | Niedrig vanadiumlegierte Cr-Mo-(Ni-)Stähle mit Mo ≤ 0,7 % und V ≤ 0,1 % |
| 4               | 4.1           | Stähle mit Cr ≤ 0,3 % und Ni ≤ 0,7 % |
| 4               | 4.2           | Stähle mit Cr ≤ 0,7 % und Ni ≤ 1,5 % |
| 5               |               | Vanadiumfreie Cr-Mo-Stähle mit C ≤ 0,35 % |
| 5               | 5.1           | Stähle mit 0,75 % ≤ Cr ≤ 1,5 % und Mo ≤ 0,7 % |
| 5               | 5.2           | Stähle mit 1,5 % < Cr ≤ 3,5 % und 0,7 % < Mo ≤ 1,2 % |
| 5               | 5.3           | Stähle mit 3,5 % < Cr ≤ 7,0 % und 0,4 % < Mo ≤ 0,7 % |
| 5               | 5.4           | Stähle mit 7,0 % < Cr ≤ 10,0 % und 0,7 % < Mo ≤ 1,2 % |
| 6               |               | Hoch vanadiumlegierte Cr-Mo-(Ni-)Stähle |
| 6               | 6.1           | Stähle mit 0,3 % ≤ Cr ≤ 0,75 %, Mo ≤ 0,7 % und V ≤ 0,35 % |
| 6               | 6.2           | Stähle mit 0,75 % < Cr ≤ 3,5 %, 0,7 % < Mo ≤ 1,2 % und V ≤ 0,35 % |
| 6               | 6.3           | Stähle mit 3,5 % < Cr ≤ 7,0 %, Mo ≤ 0,7 % und 0,45 % ≤ V ≤ 0,55 % |
| 6               | 6.4           | Stähle mit 7,0 % < Cr ≤ 12,5 %, 0,7 % < Mo ≤ 1,2 % und V ≤ 0,35 % |
| 7               |               | Ferritische, martensitische oder ausscheidungshärtende nichtrostende Stähle mit C ≤ 0,35 % und 10,5 % ≤ Cr ≤ 30 %                                                             |
| 7               | 7.1           | Ferritische nichtrostende Stähle |
| 7               | 7.2           | Martensitische nichtrostende Stähle |
| 7               | 7.3           | Ausscheidungshärtende nichtrostende Stähle |
| 8               |               | Austenitische nichtrostende Stähle, Ni ≤ 35 % |
| 8               | 8.1           | Austenitische nichtrostende Stähle mit Cr ≤ 19 % |
| 8               | 8.2           | Austenitische nichtrostende Stähle mit Cr > 19 % |
| 8               | 8.3           | Manganhaltige austenitische nichtrostende Stähle mit 4 % < Mn ≤ 12 % |
| 9               |               | Nickellegierte Stähle mit Ni ≤ 10,0 % |
| 9               | 9.1           | Nickellegierte Stähle mit Ni ≤ 3,0 % |
| 9               | 9.2           | Nickellegierte Stähle mit 3,0 % < Ni ≤ 8,0 % |
| 9               | 9.3           | Nickellegierte Stähle mit 8,0 % < Ni ≤ 10,0 % |
| 10              |               | Austenitische ferritische nichtrostende Stähle (Duplexstahl) |
| 10              | 10.1          | Austenitische ferritische nichtrostende Stähle mit Cr ≤ 24 % und Ni > 4 % |
| 10              | 10.2          | Austenitische ferritische nichtrostende Stähle mit Cr > 24 % und Ni > 4 % |
| 10              | 10.3          | Austenitische ferritische nichtrostende Stähle mit Ni ≤ 4 % |
| 11              |               | Stähle der Gruppe 1, mit Ausnahme 0,30 % < C ≤ 0,85 % |
| 11              | 11.1          | Stähle wie in Gruppe 11 ausgeführt, mit 0,30 % < C ≤ 0,35 % |
| 11              | 11.2          | Stähle wie in Gruppe 11 ausgeführt, mit 0,35 % < C ≤ 0,5 % |
| 11              | 11.3          | Stähle wie in Gruppe 11 ausgeführt, mit 0,5 % < C ≤ 0,85 % |

## Aluminium und Aluminiumlegierungen, Gruppen 21, 22, 23, 24, 25 und 26
| Gruppen- nummer | Unter- gruppe | spezielle Eigenschaften, Anforderungen                                                         |
| 21              |               | Reinaluminium mit ≤ 1 % Verunreinigungen oder Legierungsbestandteilen                          |
| 22              |               | Nichtaushärtbare Legierungen                                                                   |
| 22              | 22.1          | Aluminium-Mangan-Legierungen                                                                   |
| 22              | 22.2          | Aluminium-Magnesium-Legierungen mit Mg ≤ 1,5 %                                                 |
| 22              | 22.3          | Aluminium-Magnesium-Legierungen mit 1,5 % < Mg ≤ 3,5 %                                         |
| 22              | 22.4          | Aluminium-Magnesium-Legierungen mit Mg > 3,5 %                                                 |
| 23              |               | Aushärtbare Aluminiumlegierungen                                                               |
| 23              | 23.1          | Aluminium-Magnesium-Silicium-Legierungen                                                       |
| 23              | 23.2          | Aluminium-Zink-Magnesium-Legierungen                                                           |
| 24              |               | Aluminium-Silicium-Legierungen mit Cu ≤ 1 %                                                    |
| 24              | 24.1          | Aluminium-Silicium-Legierungen mit Cu ≤ 1 % und 5 % < Si ≤ 15 %                                |
| 24              | 24.2          | Aluminium-Silicium-Magnesium-Legierungen mit Cu ≤ 1 %; 5 % < Si ≤ 15 % und 0,1 % < Mg ≤ 0,80 % |
| 25              |               | Aluminium-Silicium-Kupfer-Legierungen mit 5 % < Si ≤ 14 %; 1 % < Cu ≤ 5 % und Mg ≤ 0,8 %       |
| 26              |               | Aluminium-Kupfer-Legierungen mit 2 % < Cu ≤ 6 %                                                |

## Kupfer und Kupferlegierungen, Gruppen 31, 32, 33, 34, 35, 36, 37 und 38
| Gruppen- nummer | Unter- gruppe | spezielle Eigenschaften, Anforderungen |
| 31              |               | Kupfer mit bis zu 6 % Ag und 3 % Fe |
| 32              |               | Kupfer-Zink-Legierungen |
| 32              | 32.1          | Kupfer-Zink-Legierungen, Zweistofflegierungen                                                                                             |
| 32              | 32.2          | Kupfer-Zink-Legierungen, Mehrstofflegierungen                                                                                             |
| 33              |               | Kupfer-Zinn-Legierungene |
| 34              |               | Kupfer-Nickel-Legierungen |
| 35              |               | Kupfer-Aluminium-Legierungen |
| 36              |               | Kupfer-Nickel-Zink-Legierungen |
| 37              |               | Kupfer-Legierungen, niedrig legiert (weniger als 5 % andere Legierungselemente), soweit sie nicht in den Gruppen 31 bis 36 enthalten sind |
| 38              |               | Sonstige Kupfer-Legierungen (5 % oder mehr andere Legierungselemente), soweit sie nicht in den Gruppen 31 bis 36 enthalten sind           |

## Nickel und Nickellegierungen, Gruppen 41, 42, 43, 44, 45, 46, 47 und 48
| Gruppen- nummer | Unter- gruppe | spezielle Eigenschaften, Anforderungen                                                 |
| 41              |               | Reinnickel                                                                             |
| 42              |               | Nickel-Kupfer-Legierungen (Ni-Cu) mit Ni ≥ 45 %, Cu ≥ 10 %                             |
| 43              |               | Nickel-Chrom-Legierungen (Ni-Cr-Fe-Mo) mit Ni ≥ 40 %                                   |
| 44              |               | Nickel-Molybdän-Legierungen (Ni-Mo) mit Ni ≥ 45 %, Mo ≤ 32 %                           |
| 45              |               | Nickel-Eisen-Chrom-Legierungen (Ni-Fe-Cr) mit Ni ≥ 31 %                                |
| 46              |               | Nickel-Chrom-Kobalt-Legierungen (Ni-Cr-Co) mit Ni ≥ 45 %, Co ≥ 10 %                    |
| 47              |               | Nickel-Eisen-Chrom-Kupfer-Legierungen (Ni-Fe-Cr-Cu) mit Ni ≥ 45 %                      |
| 48              |               | Nickel-Eisen-Kobalt-Legierungen (Ni-Fe-Co-Cr-Mo-Cu) mit 31 % ≤ Ni ≤ 45 % und Fe ≥ 20 % |

## Titan und Titanlegierungen, Gruppen 51, 52, 53 und 54
| Gruppen- nummer | Unter- gruppe | spezielle Eigenschaften, Anforderungen                                                                            |
| 51              |               | Reintitan |
| 51              | 51.1          | Titan mit O2 ≤ 0,20 %                                                                                             |
| 51              | 51.2          | Titan mit 0,20 % < O2 ≤ 0,25 %                                                                                    |
| 51              | 51.3          | Titan mit 0,25 % < O2 ≤ 0,35 %                                                                                    |
| 51              | 51.4          | Titan mit 0,35 % < O2 ≤ 0,40 %                                                                                    |
| 52              |               | Alpha-Legierungen wie Ti-0,2Pd; Ti-2,5Cu; Ti-5Al-2,5Sn; Ti-8Al-1Mo-1V; Ti-6Al-2Sn-4Zr-2Mo; Ti-6Al-2Nb-1Ta-0,8Mo   |
| 53              |               | Alpha-Beta-Legierungen wie Ti-3Al-2,5V; Ti-6Al-4V; Ti-6Al-6V-2Sn; Ti-7Al-4Mo                                      |
| 54              |               | Ähnlich Beta und Beta-Legierungen wie Ti-10V-2Fe-3Al; Ti-13V-11Cr-3Al; Ti-11,5Mo-6Zr-4,5Sn; Ti-3Al-8V-6Cr-4Zr-4Mo |

## Zirkonium und Zirkoniumlegierungen, Gruppen 61 und 62
| Gruppen- nummer | Unter- gruppe | spezielle Eigenschaften, Anforderungen |
| 61              |               | Reinzirkonium                          |
| 62              |               | Zirkonium mit 2,5 % Nb                 |

## Gusseisen, Gruppen 71, 72, 73, 74, 75 und 76
| Gruppen- nummer | Unter- gruppe | spezielle Eigenschaften, Anforderungen |
| 71              |               | Gusseisen mit Lamellengraphit mit spezifizierter Zugfestigkeit oder Brinell-Härte                                                         |
| 72              |               | Gusseisen mit Kugelgraphit mit spezifizierten mechanisch-technologischen Kennwerten                                                       |
| 72              | 72.1          | Ferritisches Gusseisen mit Kugelgraphit mit festgelegter Zugfestigkeit, 0,2 %-Dehngrenze, Bruchdehnung und festgelegter Kerbschlagarbeit  |
| 72              | 72.2          | Ferritisches Gusseisen mit Kugelgraphit mit festgelegter Zugfestigkeit, 0,2 %-Dehngrenze und Bruchdehnung oder festgelegter Brinell-Härte |
| 72              | 72.3          | Gusseisen mit Kugelgraphit EN-GJS-500-7 und EN-GJS-450-10 (falls > 20% Perlit) oder festgelegte Brinell-Härte                             |
| 72              | 72.4          | Perlitisches Gusseisen mit Kugelgraphit mit festgelegter Zugfestigkeit, 0,2 %-Dehngrenze und Bruchdehnung oder festgelegter Brinell-Härte |
| 73              |               | Temperguss |
| 74              |               | Bainitisches Gusseisen |
| 75              |               | Austenitisches Gusseisen |
| 76              |               | Gusseisen, das nicht in den Gruppen 71 bis 75 enthalten ist                                                                               |

Für eine korrekte Einteilung eines Werkstoffes zu einer Werkstoffgruppennummer sollten zusätzlich folgende Normen beachtet werden, da hier Abweichungen vorkommen können:
- CEN ISO/TR20172
- CEN ISO/TR20173
- CEN ISO/TR20174

Als Beispiel sei hier der Werkstoff G20Mo5 (1.5419) genannt.
Bei der Zerlegung dieses Materials und der Betrachtung der mechanischen Eigenschaften müsste man ihn in die Gruppe 1.1 nach CEN ISO/TR 15608 einteilen. (C0.15-0.23, SI<0.6, Mn0.5-1, P0.025, S<0.3, Mo0.4-0.6, Ni<0.4, Cu,0.3, V,0.05/ Rp0,2=245)

Die oben genannte CEN ISO/TR20172 ordnet ihn aber der Gruppe 3.1 zu.

Grund: Der G20Mo5 ist warmfester Stahlguss, er hat zwar bei Raumtemperatur ähnliche Festigkeitswerte wie einfacher Baustahl, diese aber noch bis ca. 500 °C, wo Baustahl schon weich wird, außerdem ist der G20Mo5 vergütbar.